# Закон Коперника — Грешема

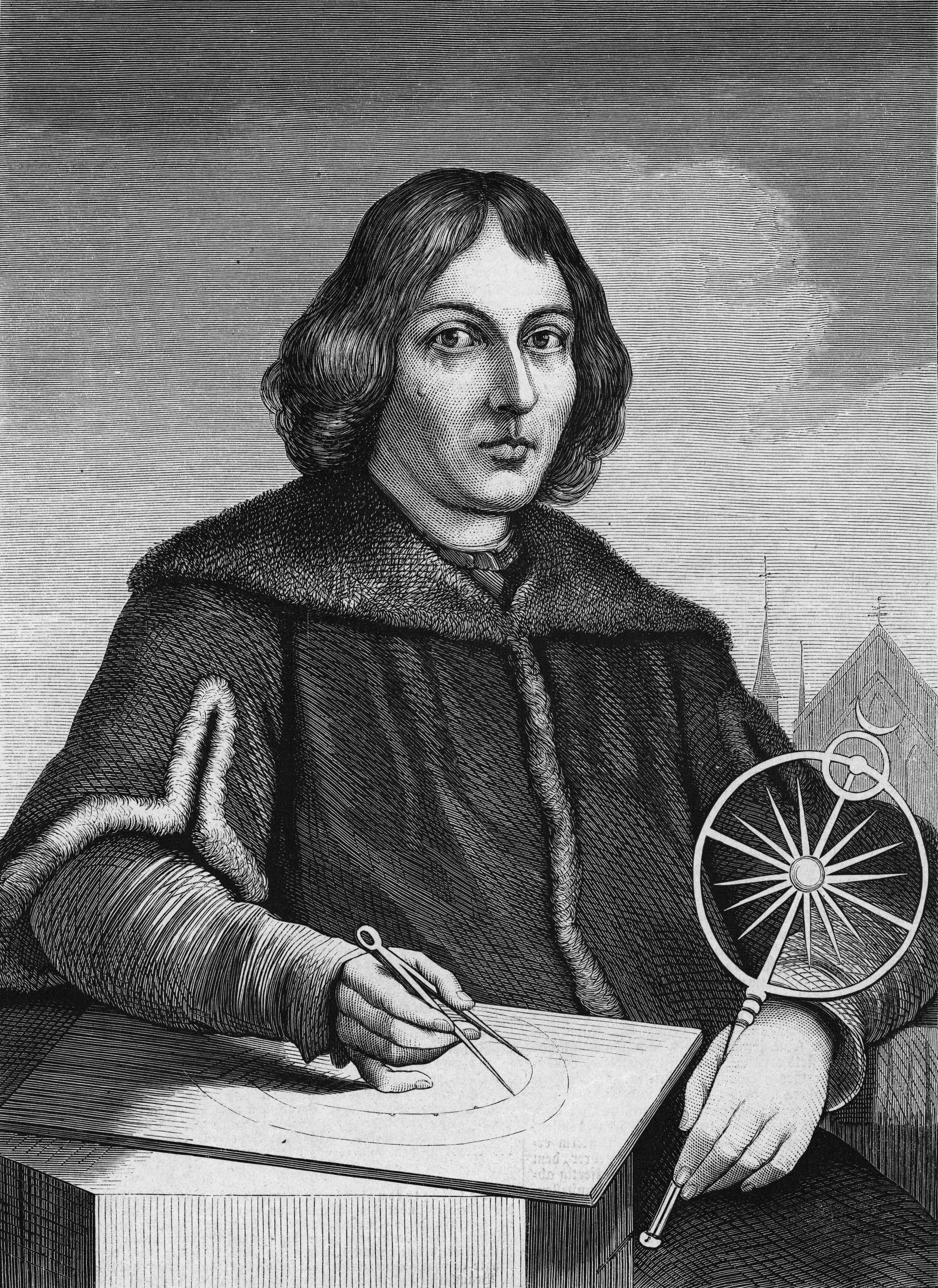
Портрет Николая Коперника (1473—1543)

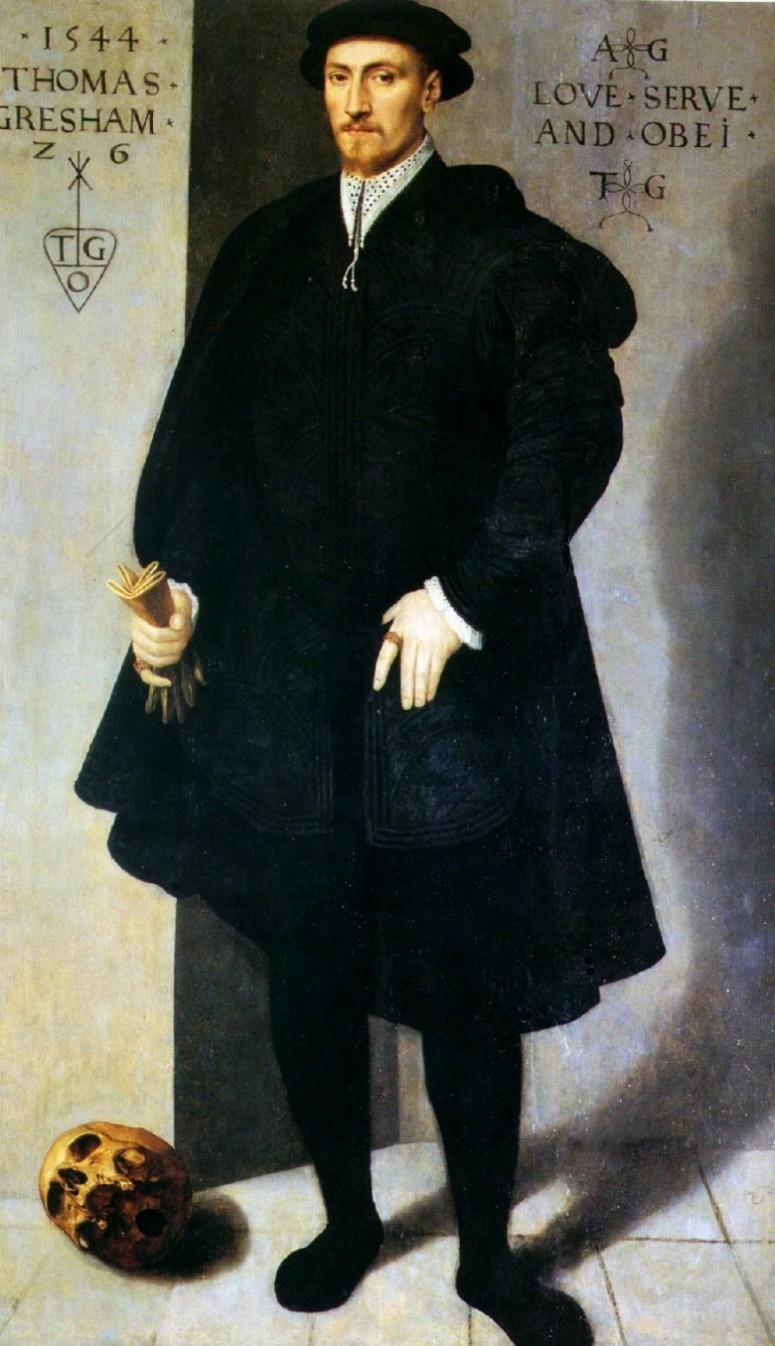
Портрет Томаса Грешема, 1544 год

Закон Коперника — Грешема (также Закон Грешема) — экономический закон, гласящий: «Худшие деньги вытесняют из обращения лучшие».
Закон постулирован в 1526 году в трактате Monetae cudendae ratio (О чеканке монет) польским астрономом, экономистом и математиком Николаем Коперником (1473-1543) и окончательно сформулирован в 1560 году английским финансистом Томасом Грешемом (1519-1579).

## Прочие формулировки
- Серебро вытесняет из обращения золото.
- «Деньги, искусственно переоценённые государством, вытесняют из обращения деньги, искусственно недооценённые им».
- «Дешёвые деньги будут вытеснять дорогие деньги».
- «Деньги, с которых можно не платить налоги, вытесняют деньги, с которых налоги платить необходимо».
- «Худшие деньги вытесняют из обращения лучшие, если обменный курс устанавливается законом»[2][3][4].

## История
Власть многих государств осуществляла порчу монет. Она заключалась в уменьшении содержания в них золота или серебра при сохранении прежней номинальной стоимости. «Ухудшая» деньги, государство часто старалось решить возникающие финансовые затруднения. Последствиями таких действий являлось повышение цен и фактический вывод из оборота «полновесных денег», перевод их в форму сокровищ с более высокой ценностью, чем номинал. Факт исчезновения «полновесных денег» из обихода и замена их «неполновесными» был отмечен одним из ранних меркантилистов и финансовым советником английской королевы Елизаветы I Томасом Грешемом. Высказанная им мысль, что «худшие деньги вытесняют из обращения лучшие», вошла в историю под названием закона Грешема.
Хоть закон и назван в честь Грешема, описываемый факт был отмечен почти за две тысячи лет до его рождения. Так, ещё в V веке до н. э. в комедии «Лягушки» Аристофан отмечает феномен вытеснения «хороших» денег «плохими»:

Часто кажется, что город граждан и сынов своих,

И достойных и негодных, ценит совершенно так,

Как старинную монету и сегодняшний чекан. 

Настоящими деньгами, неподдельными ничуть, 

Лучшими из самых лучших, знаменитыми везде 

Среди эллинов и даже в дальней варварской стране, 

С крепким правильным чеканом, с пробой верной, золотой 

Мы не пользуемся вовсе. Деньги медные в ходу, 

Дурно выбитые, наспех, дрянь и порча, без цены.

Также эти мысли высказываются в произведениях исламского учёного XII−XIII веков Ибн Таймия, французского философа XIV века Николая Орезмского, а также Николая Коперника.

## Теория
Закон Грешема выделяет существование «хороших» и «плохих» денег. Под «хорошими» подразумеваются деньги, у которых стоимость материала, из которого они изготовлены, выше, чем материал «плохих» денег с равной номинальной стоимостью.
Во время существования серебряных и золотых монет в широком обиходе данный закон был весьма насущным. Так, при понижении содержания ценных металлов в монетах при сохранении прежней номинальной стоимости ранее выпущенные монеты быстро выходили из употребления. Это объяснялось тем, что люди предпочитали сберегать «хорошие» деньги, расплачиваясь «плохими».
При этом, закон Грешема справедлив лишь при законодательно установленном равенстве или фиксированном соотношении стоимости «плохих» и «хороших» денег. В условиях свободного рынка формируются две независимые денежные единицы, обмениваемые по определённому курсу (например, ассигнационный и серебряный рубль). Это ограничение отметил Людвиг фон Мизес в 1912 году в своём труде «The Theory of Money and Credit». Позднее этот вывод подтверждали и другие экономисты — Мюррей Ротбард («Государство и деньги», 1962 год), Фридрих фон Хайек в книге «Частные деньги» (1975 год) формулирует это так: «закон Грэшема применим только к различным видам денег, твердый обменный курс между которыми устанавливается законом. Если закон делает два вида денег полностью взаимозаменяемыми при выплате долгов и заставляет кредиторов принимать монету с меньшим содержанием золота вместо монеты с большим содержанием, должники, разумеется, будут уплачивать долги только монетами первого типа и найдут более прибыльное применение для второго. В отличие от случая с установленными законом фиксированными обменными курсами, при плавающих обменных курсах деньги худшего качества будут цениться ниже и люди будут стараться избавиться от них как можно быстрее, в особенности, если существует угроза дальнейшего падения их ценности».
Лауреат Нобелевской премии по экономике 1999 года Роберт Манделл дополнил закон Грешема, который в его интерпретации должен звучать как: «Плохие деньги вытесняют хорошие, если они имеют одинаковую цену» (англ. Bad money drives out good if they exchange for the same price).

## Примеры
Как только выпускавшиеся бумажные деньги переставали свободно обмениваться на соответствующее количество золотых монет, последние моментально пропадали из оборота.
Открытие богатых залежей золота в Калифорнии и вызванная этим золотая лихорадка в середине XIX века привела к повышению стоимости серебра относительно золота в США. В результате находившиеся в обороте серебряные монеты выводились из обращения, переплавлялись, обменивались на большее количество золотых монет, которые затем вновь обменивались на серебряные. Количество серебряных монет резко сократилось, и государство было вынуждено приступить к чеканке серебряных монет с меньшим содержанием серебра.
В 1922 году в СССР дополнительно к совзнакам был введён червонец, обеспеченный золотом. Но при этом покупательная способность этих параллельных денег не уравнивалась, на товары указывались две разные цены. Это обеспечило стабильный внешнеэкономический курс червонца и не приводило к его вымыванию из оборота.
В 1965 году президент США Линдон Джонсон отменил серебряный стандарт, что вызвало быстрый выход из обращения отчеканенных ранее серебряных монет (в том числе и 50 центов с изображением Кеннеди 1964 года). При этом в отличие от 10- и 25-центовых монет, которые стали чеканить из медно-никелевого сплава, 50 центов остались на 40 % серебряными. В связи с этим люди также копили эти монеты, выводя их из широкого обращения. В 1971 году 50-центовые монеты стали также чеканиться из медно-никелевого сплава. К тому времени в обиход вошли торговые автоматы, которые не принимали монеты в 50 центов, а люди отвыкли от их применения.